# E dua këngën
E dua këngën, tidigare "Ku t'a gjej unë këngën", är en låt på albanska framförd av sångerskan Evis Mula. Låten skrevs av Jorgo Papingji med musik av hennes far Osman Mula tillsammans med Luan Zhegu. Papingji hade tidigare skrivit Aurela Gaçes vinnarlåt i Festivali i Këngës 1999 "S’jam tribu" samt 2001 "Jetoj". Med låten ställde Mula upp i Festivali i Këngës 44, Albaniens uttagning till Eurovision Song Contest 2006. Hon deltog i den första semifinalen där hon framträdde med startnummer 11 av 17 bidrag där hon lyckades kvalificera sig till finalen. I finalen fick hon startnummer 14 av 20. Hon framträdde efter Sajmir Çili och före Luiz Ejlli. Efter att juryn avlagt sina röster presenterades de tre bidrag som placerats högst och det stod då klart att Mula slutat på tredje plats. Tvåa slutade Era Rusi med "Nuk je ëndërr" och vann gjorde Luiz Ejlli med "Zjarr e ftohtë". Resultatet blev, och är fortfarande, Mulas bästa resultat i tävlingen då hennes näst bästa placering är en sjätteplats från Festivali i Këngës 45.
Vid framträdandet i Festivali i Këngës hade hon med sig fyra dansare på scenen. Därtill hade hon två manliga bakgrundssångare på scen.
Efter att hon ställt upp i tävlingen spelade hon in en officiell musikvideo till låten.